# PGC 33043
LEDA/PGC 33043 ist eine Galaxie vom Hubble-Typ Sb? im Sternbild Großer Bär am Nordsternhimmel und ist schätzungsweise 313 Millionen Lichtjahre von der Milchstraße entfernt. Gemeinsam mit NGC 3470 bildet sie das gravitativ gebundene Galaxienpaar KPG 259.
Die Typ-Ia-Supernova SN 2004at wurde hier beobachtet.